# 古矢修一
古矢 修一（ふるや しゅういち　1953年 -）は、日本の薬学者、薬剤師、薬学博士。岡山大学副理事・中性子医療研究センター教授などを務める。

## 概要
専攻は薬学（特に癌など）。
- 1981年 - 東京大学大学院薬学系研究科　修了、武田薬品工業　入社
- 1989年 - アメリカ合衆国・スクリプス研究所　留学
- 1992年 - 武田薬品工業　医薬研究本部　リサーチマネージャー
- 2001年 - 同　製品戦略部　癌領域リーダー
- 2005年 - 同　創薬研究所（癌治療薬） 所長
- 2009年 - 同　リサーチフェロー
- 2011年 - 同　研究アライアンス室　主席部員、内閣官房知的財産戦略本部　政策参与
- 2012年 - 岡山大学　シニアリサーチ・アドミニストレーター（URA）
- 2014年 - 同　副理事（研究担当）（併任）[1]
- 2017年 - 同　中性子医療研究センター教授（併任）

## 活動
- 内閣府ライフ・イノベーションに係るサブワーキング・グループ委員[2]
- 内閣府X線自由電子レーザーの開発・共用検討会委員[3]
- 独立行政法人医薬品医療機器総合機構（PMDA）　医薬品開発専門部会委員[4]

など
- 特許多数